# 무네오카촌
무네오카촌(宗岡村)은 사이타마현 기타아다치군에 존재했던 촌이다. 

## 지리
- 현재의 시키시 북동부에 해당한다.

## 역사
- 1869년 - 마에바시번 및 시나가와현의 관할하에 놓여졌다.
- 1873년 - 구마가야현 소속이 되었다.
- 1876년 - 사이타마현 소속이 되었다
- 1889년 4월 1일 - 정촌제 시행에 의해 이루마군 무네오카촌이 성립하였다.
- 1923년 8월 1일 - 간토대지진에 의해 가옥 전소되어 31동, 반파 19동이 피해를 입었다.
- 1944년 2월 11일 - 전시정촌합병편제법에 기반으로, 기타아다치군 시키정, 우치마기촌, 이루마군 미즈타니촌과 합병해 기타아다치군 시키정이 되었다.
- 1948년 4월 1일 - 시키정이 해체되어, 시키정, 우치마기촌, 무네오카촌, 미즈타니촌에 분립해, 기타아다치군 무네오카촌이 성립하였다.
- 1955년 5월 3일 - 시키정과 합병해, 아다치정 오아자 무네오카가 되었다.

## 참고문헌
- 「角川日本地名大辞典」編纂委員会『角川日本地名大辞典 11 埼玉県』角川書店、1980年7月8日。ISBN 4040011104。

## 관련문헌
- 斎藤長秋 編「巻之四 天権之部 宗岡宿」『江戸名所図会』 3巻、有朋堂書店〈有朋堂文庫〉、1927年、69-71頁。NDLJP:1174157/39。